# Du und deine Welt

Das Logo der Ausstellung

Du und deine Welt war eine Verbraucherausstellung. Sie fand in Hamburg statt und wurde von 1955 bis 2014 jährlich von der Hamburg Messe und Congress GmbH ausgerichtet und auf dem Hamburger Messegelände durchgeführt. Die Verkaufs- und Informationsausstellung mit insgesamt etwa 600 Ausstellern aus 25 Nationen wurde von durchschnittlich 100.000 Personen besucht. Trotzdem war "Du und deine Welt" hauptsächlich eine regionale Messe. 51 % aller Besucher kamen aus Hamburg und 33 % waren in Schleswig-Holstein ansässig. 2014 fand die Ausstellung vom 3. Oktober bis zum 12. Oktober statt. Gleichzeitig war dies die letzte Messe dieser Art. Im November 2014 gab die Hamburg Messe und Congress GmbH bekannt, „Du und deine Welt“ wegen sinkender Besucher- und Ausstellerzahlen einzustellen. Die Besucherzahlen waren auf zuletzt 79.000 gegenüber 165.000 zehn Jahre zuvor gesunken. Zudem sei die Akzeptanz für die Mehrbranchenmesse zunehmend zurückgegangen, so die Begründung der Veranstalter.

## Themen
Die Ausstellung war in verschiedene Themenwelten gegliedert: 
- Bauen & Renovieren
- Haushalt & Küche
- Wohnideen & Design
- Haus & Garten
- Beratung & Information
- Essen & Trinken
- Freizeit & Kreativität
- Gesundheit & Wellness
- Mode & Schönheit
- Internationales & Spezialitäten
- Geschenkideen